# Johann Christian Hirzel
Johann Christian Hirzel (* 9. März 1778 in Auenstein; † 22. Oktober 1834 in Spaichingen) war ein württembergischer Oberamtmann.

## Beruf
Johann Christian Hirzel war der Sohn eines Pfarrers. Die Ausbildung als Schreiber und die anschließende Arbeit als Gehilfe absolvierte er bei mehr als 10 verschiedenen Stadt- und Amtsschreibereien und bei mehreren Kameralverwaltungen. 1802 legte er sein Kameralexamen ab. Bereits von 1798 bis 1804 war er Substitut in Sulzbach an der Murr, Maulbronn und Löwenstein, bevor er Aktuar beim Oberamt Zwiefalten wurde. 1807 wechselte er als Kameralamtsverweser und Kameralverwalter nach Künzelsau, 1812 als Rechnungsrat zur Finanzrechnungskammer nach Stuttgart und von 1813 bis 1824 als Stiftungsverwalter nach Herrenberg. Als Oberamtmann leitete er von 1824 bis zu seinem frühen Tod 1834 das Oberamt Spaichingen.